# Attuvanahalli, Malavalli
Attuvanahalli là một làng thuộc tehsil Malavalli, huyện Mandya, bang Karnataka, Ấn Độ.